# Kulesze-Chobotki
Kulesze-Chobotki – wieś w Polsce położona w województwie podlaskim, w powiecie monieckim, w gminie Krypno.
W latach 1975–1998 miejscowość administracyjnie należała do województwa białostockiego.
Wierni kościoła rzymskokatolickiego należą do parafii Narodzenia Najświętszej Maryi Panny w Krypnie.